# Portada/efemèride maig 13
Alfred Milner
« 12 de maig · 13 de maig · 14 de maig »